# 雷震
雷 震（らい しん、1897年 - 1979年）は、中華民国の政治家・言論人。戦後台湾における白色テロの犠牲者。字は儆寰。

## 政界での活動
青年期に日本に留学し、1917年に中華革命党に参加。1926年、京都帝国大学法学部を卒業した後、大学院に進学し憲法を専攻した。同年中国に戻った後、1927年に母校である浙江省立第三中学（現在の湖州中学）校長に就任し、後に国民党政府法制局編審に任命され王世杰の部下となる。1932年には中国国民党南京党代表大会主席団主席、1934年7月には教育部総務司司長を歴任。日中戦争間は蔣介石の信任を得て国民参政会副秘書長などに任命される。1946年1月、政治協商会議秘書長に就任し、各党派の意見の調整に当たる。制憲国民大会開催前後には、中国民主同盟に参加していた青年党と民社党の制憲大会への参加協力工作に従事し、1946年11月中旬に制憲大会の代表兼副秘書長に任命される。1947年に国民大会の代表に選出、同年4月に行政院政務委員に任命されるも1948年に辞職。

## 自由中国
1949年、上海に於いて胡適・王世杰・杭立武等と共に雑誌『自由中国』の創刊準備に着手し蔣介石に報告、その賛同を得る。しかし中国共産党の軍隊が長江を越えて進撃し上海に迫ったため、雑誌の創刊は実現しなかった。その後湯恩伯と協力し上海・廈門の防衛に従事し、同時に国民党の改革事業に着手した。1949年、台湾に渡り杭立武と再び雑誌創刊を協議した。杭立武は当時教育部部長であり、その協力を得て『自由中国』社が成立、11月20日には隔週刊誌として『自由中国』が台北において創刊された。発行人は当時アメリカにいた胡適を、雷震は実際の責任者として経費、編集などを担当した。その後政治改革によりアメリカの援助を獲得する政策を打ち出した蔣介石により、自由派活動家の政府登用が行なわれ、1950年、蔣介石の国策顧問として招聘される。
『自由中国』は初期に反共蔣介石支持の立場で発言を行い、蔣介石と密接な関係を構築していたが、1951年6月初、刊頭で夏道平により「政府不可誘民入罪」と題する社説が発表され問題とされた。当初は自由派を優遇した蔣介石であるが、アメリカの援助を獲得すると政府内での自由派の立場は弱まり、雷震と蔣介石の関係も次第に疎遠になり、1953年には国策顧問等の職を解かれる。1954年末より『自由中国』では教育を救えというキャンペーンを行い、これに不満を抱いた国民党は雷震の党籍を剥奪した。
『自由中国』の言論は次第に「民主反共」の立場に変化し、憲政下での民主化と自由人権を主張し、これに反対する蔣介石への批判を強め、両者の間に緊張関係が生じた。1956年に出版された特別号では自由派活動家からの蔣介石に対する提言が特集されると、政府による言論規制が敷かれることとなった。その後も『自由中国』は政府との全面論戦を挑み、殷海光が執筆した「反攻大陸問題」で政治的タブーであった野党問題に触れ、野党の存在こそが問題を解決するためのキーワードであると主張した。雷震は1958年より李万居・呉三連・高玉樹等78人によって「中国地方自治研究会」の設立を準備したが、行政当局からの許可が下りず計画は失敗した。

## 逮捕
1960年、雷震と台港の在野活動家は共同署名で蔣介石が憲法に違反して総統を3期連任することに反対。5月4日、野党結党の必要性を主張、野党が参加した選挙による政治バランスの構築を唱え、5月18日、非国民党活動家で選挙改革推進活動を行い、新党結党を主張し、公正な選挙に依る民主的な社会の実現を要求した。同日「地方選挙改進座談会」の結成が採択され、雷震は座談会の召集委員に就任、李万居・高玉樹らとともに広報を担当した。その後7から8月のに4回分区座談会を開催し、党名も「中国民主党」と決まった。しかし政府情報機関はこの動きを監視、9月4日に雷震・劉子英・馬之驌・傅正は逮捕され、軍事法庭にて共産党スパイを隠匿し反乱を扇動した罪で懲役10年が宣告された（雷震事件）。当時アメリカ在住であった胡適は台湾に向かい蔣介石に対し情状酌量を求めたが、この要求は受け入れられなかった。

## 晩年
1970年9月4日、10年の服役満期により出獄。1971年12月中旬「救亡図存献議」を表し、政府に対し10大改革案を提出した。その中で政治改革、軍事改革を行い民主化を実現させ、国号も「中華台湾民主国」に変更することを要求。この建議書は翌年1月10日に総統府・行政院に提出されたが、回答を得ることはなかった。また、後に民進党に参加する許信良や張俊宏ら、党外活動家とも親交があった。1979年に台北にて逝去。
2002年9月4日、中華民国政府は雷震の名誉回復を発表している。